# American Hockey League 1987-1988
La stagione 1987-1988 è stata la 52ª edizione della American Hockey League, la più importante lega minore nordamericana di hockey su ghiaccio. Venne cambiata nuovamente la formula del campionato; vennero aboliti gli shoot-out sostituiti dai pareggi, tuttavia rimase l'overtime e il punto extra per chi fosse stato sconfitto oltre il sessantesimo minuto. La stagione vide al via quattordici formazioni e al termine dei playoff gli Hershey Bears conquistarono la loro settima Calder Cup sconfiggendo i Fredericton Express 4-0.

## Modifiche
- I Maine Mariners originali si trasferirono a Utica, nello stato di New York, prendendo il nome di Utica Devils.
- Nel frattempo venne ricreata una nuova franchigia chiamata Maine Mariners.
- A Moncton vi fu lo scioglimento dei Golden Flames e la creazione dei Moncton Hawks.
- I New Haven Nighthawks e gli Springfield Indians passarono dalla South alla North Division.
- Gli Adirondack Red Wings passarono dalla North alla South Division.

## Stagione regolare

### Classifiche
North Division
|  | Pos. | Squadra              | Pt | G  | V  | S  | N | SOT | GF  | GS  | DR  |
|  | ---- | -------------------- | -- | -- | -- | -- | - | --- | --- | --- | --- |
|  | 1.   | Maine Mariners       | 99 | 80 | 44 | 25 | 7 | 4   | 308 | 284 | +24 |
|  | 2.   | Fredericton Express  | 95 | 80 | 42 | 27 | 8 | 3   | 370 | 318 | +52 |
|  | 3.   | Sherbrooke Canadiens | 89 | 80 | 42 | 33 | 4 | 1   | 316 | 243 | +73 |
|  | 4.   | Nova Scotia Oilers   | 81 | 80 | 35 | 34 | 9 | 2   | 323 | 343 | -20 |
|  | 5.   | New Haven Nighthawks | 76 | 80 | 33 | 37 | 7 | 3   | 288 | 307 | -19 |
|  | 6.   | Moncton Hawks        | 64 | 80 | 27 | 43 | 8 | 2   | 286 | 358 | -72 |
|  | 7.   | Springfield Indians  | 63 | 80 | 27 | 44 | 8 | 1   | 269 | 333 | -64 |

South Division
|  | Pos. | Squadra             | Pt  | G  | V  | S  | N  | SOT | GF  | GS  | DR   |
|  | ---- | ------------------- | --- | -- | -- | -- | -- | --- | --- | --- | ---- |
|  | 1.   | Hershey Bears       | 105 | 80 | 50 | 25 | 3  | 2   | 343 | 256 | +87  |
|  | 2.   | Rochester Americans | 100 | 80 | 46 | 26 | 7  | 1   | 328 | 272 | +46  |
|  | 3.   | Adirondack R. Wings | 99  | 80 | 42 | 23 | 11 | 4   | 306 | 275 | +31  |
|  | 4.   | Binghamton Whalers  | 87  | 80 | 38 | 31 | 8  | 3   | 353 | 300 | +53  |
|  | 5.   | Utica Devils        | 81  | 80 | 34 | 33 | 11 | 2   | 318 | 307 | +11  |
|  | 6.   | Newmarket Saints    | 81  | 80 | 33 | 33 | 8  | 6   | 282 | 328 | -46  |
|  | 7.   | Baltimore Skipjacks | 35  | 80 | 13 | 58 | 9  | 0   | 268 | 434 | -166 |

Legenda:

      Ammesse ai Playoff
Note:

Due punti a vittoria, un punto a pareggio e sconfitta all'overtime, zero a sconfitta.

### Statistiche
Classifica marcatori
| Giocatore          | Squadra                      | PG | Gol | Assist | Punti |
| ------------------ | ---------------------------- | -- | --- | ------ | ----- |
| Bruce Boudreau     | Springfield Indians          | 80 | 42  | 74     | 116   |
| Jean-Marc Lanthier | Fredericton Express          | 74 | 35  | 71     | 106   |
| Jody Gage          | Rochester Americans          | 76 | 60  | 44     | 104   |
| Alfie Turcotte     | 3 franchigie (MON, BAL, SHE) | 66 | 36  | 66     | 102   |
| Gilles Thibaudeau  | Sherbrooke Canadiens         | 59 | 39  | 57     | 96    |
| Mike Richard       | Binghamton Whalers           | 72 | 46  | 48     | 94    |
| Murray Eaves       | Adirondack R. Wings          | 65 | 39  | 54     | 93    |
| Tim Lenardon       | Utica Devils                 | 79 | 38  | 53     | 91    |
| Marty Dallman      | Newmarket Saints             | 76 | 50  | 39     | 89    |
| Tom Martin         | Binghamton Whalers           | 71 | 28  | 61     | 89    |
|                    |                              |    |     |        |       |

Classifica portieri
| Giocatore        | Squadra              | PG | MGS  |  |
| ---------------- | -------------------- | -- | ---- |  |
| Vincent Riendeau | Sherbrooke Canadiens | 44 | 2.67 |  |
| Daren Puppa      | Rochester Americans  | 26 | 2.76 |  |
| Wendell Young    | Hershey Bears        | 51 | 2.77 |  |
| Darren Eliot     | Adirondack R. Wings  | 43 | 3.34 |  |
| Kay Whitmore     | Binghamton Whalers   | 38 | 3.40 |  |
| Sam St. Laurent  | Adirondack R. Wings  | 32 | 3.42 |  |
| Darcy Wakaluk    | Rochester Americans  | 55 | 3.45 |  |
| Bob Janecyk      | New Haven Nighthawks | 37 | 3.47 |  |
| Bill Ranford     | Maine Mariners       | 51 | 3.47 |  |
| Ron Tugnutt      | Fredericton Express  | 34 | 3.61 |  |
|                  |                      |    |      |  |

## Playoff
|  | Primo turno | Primo turno          | Primo turno          |               |                     | Semifinali     | Semifinali | Semifinali |  |  | Calder Cup | Calder Cup          | Calder Cup |
|  |             |                      |                      |               |                     |                |            |            |  |  |            |                     |            |
|  | N1          | Maine Mariners       | 4                    |               |                     |                |            |            |  |  |            |                     |            |
|  | N4          | Nova Scotia Oilers   | 1                    |               |                     |                |            |            |  |  |            |                     |            |
|  | N4          | Nova Scotia Oilers   | 1                    |               | N1                  | Maine Mariners | 1          |            |  |  |            |                     |            |
|  |             |                      |                      |               | N1                  | Maine Mariners | 1          |            |  |  |            |                     |            |
|  |             | N2                   | Fredericton Express  | 4             |                     |                |            |            |  |  |            |                     |            |
|  | N2          | N2                   | Fredericton Express  | 4             | Fredericton Express | 4              |            |            |  |  |            |                     |            |
|  | N2          |                      |                      |               | Fredericton Express | 4              |            |            |  |  |            |                     |            |
|  | N3          | Sherbrooke Canadiens | 2                    |               |                     |                |            |            |  |  |            |                     |            |
|  |             |                      |                      |               |                     |                |            |            |  |  | N2         | Fredericton Express | 0          |
|  |             |                      | S1                   | Hershey Bears | 4                   |                |            |            |  |  |            |                     |            |
|  | S1          | Hershey Bears        | 4                    |               |                     |                |            |            |  |  |            |                     |            |
|  | S4          | Binghamton Whalers   | 0                    |               |                     |                |            |            |  |  |            |                     |            |
|  | S4          | Binghamton Whalers   | 0                    |               | S1                  | Hershey Bears  | 4          |            |  |  |            |                     |            |
|  |             |                      |                      |               | S1                  | Hershey Bears  | 4          |            |  |  |            |                     |            |
|  |             | S3                   | Adirondack Red Wings | 0             |                     |                |            |            |  |  |            |                     |            |
|  | S2          | S3                   | Adirondack Red Wings | 0             | Rochester Americans | 3              |            |            |  |  |            |                     |            |
|  | S2          |                      |                      |               | Rochester Americans | 3              |            |            |  |  |            |                     |            |
|  | S3          | Adirondack Red Wings | 4                    |               |                     |                |            |            |  |  |            |                     |            |

## Premi AHL
- Calder Cup: Hershey Bears
- F. G. "Teddy" Oke Trophy: Maine Mariners
- John D. Chick Trophy: Hershey Bears
- Aldege "Baz" Bastien Memorial Award: Wendell Young (Hershey Bears)
- Dudley "Red" Garrett Memorial Award: Mike Richard (Binghamton Whalers)
- Eddie Shore Award: Dave Fenyves (Hershey Bears)
- Fred T. Hunt Memorial Award: Bruce Boudreau (Springfield Indians)
- Harry "Hap" Holmes Memorial Award: Vincent Riendeau e Jocelyn Perreault (Sherbrooke Canadiens)
- Jack A. Butterfield Trophy: Wendell Young (Hershey Bears)
- John B. Sollenberger Trophy: Bruce Boudreau (Springfield Indians)
- Les Cunningham Award: Jody Gage (Rochester Americans)
- Louis A. R. Pieri Memorial Award: John Paddock (Hershey Bears) e Mike Milbury (Maine Mariners)

### Vincitori
| Hershey Bears | Portieri: Cleon Daskalakis, Wendell Young Difensori: Neil Belland, Jeff Chychrun, David Fenyves, Kevin McCarthy, Gord Murphy, Shaun Sabol, Steve Smith Attaccanti: Ray Allison, Don Biggs, Brian Dobbin, Ross Fitzpatrick, Al Hill, Nick Kypreos, Mitch Lamoureux, Mark Lofthouse, Kevin Maxwell, Mike Murray, Don Nachbaur, Magnus Roupé, Glen Seabrooke Allenatore: John Paddock |

### AHL All-Star Team
First All-Star Team
- Attaccanti: Tom Martin • Bruce Boudreau • Jody Gage
- Difensori: Dave Fenyves e Brad Shaw • Doug Houda
- Portiere: Wendell Young

Second All-Star Team
- Attaccanti: Dale Krentz • Alfie Turcotte • Marty Dallman
- Difensori: Richie Dunn • Murray Brumwell
- Portiere: Vincent Riendeau